# Ruthven Deane
Pour les articles homonymes, voir Deane.

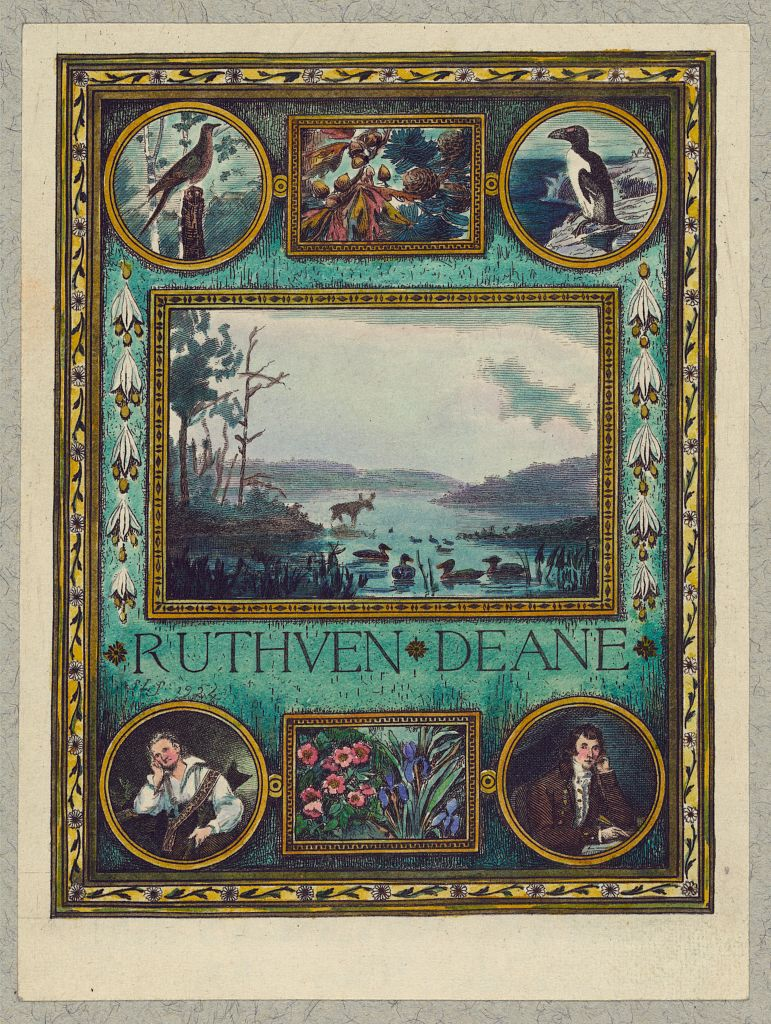
Ex-libris de Ruthven Deane

Ruthven Deane est un ornithologue américain, né le 20 août 1851 à Cambridgeport (Massachusetts) et mort le 20 mars 1934 à Chicago.

## Biographie
Il est le plus jeune d’une fratrie de six enfants. Son père est Charles Deane, et sa mère, Helen E. née Waterson. Charles Deane (1813-1889) se retire des affaires à 51 ans pour se consacrer à l’histoire et devient membre de l’American Academy of Arts and Sciences. Très jeune, avec William Brewster (1851-1919) et Henry Wetherbee Henshaw (1850-1930), Ruthven Deane se passionne pour la récolte d’oiseaux et d’œufs.
Ruthven doit interrompre ses études pour entrer dans la vie active à 18 ans. Il entre alors dans une entreprise de Boston d’importation de sucre et de mélasse en provenance des Caraïbes. En 1872, après l’incendie de Boston, il entre dans une compagnie d’assurances. En 1880, il rejoint son frère Charles E. Deane à Chicago dans une importante entreprise d’épicerie. Il se marie avec Martha R. Towner, d’une famille de notables commerçants de la ville. Quand l’entreprise est vendue, en 1903, Ruthven Deane prend sa retraite.
Il participe aux activités du Nuttall Ornithological Club et de l’American Ornithologists' Union dès sa création. En 1897, il fonde la Société Audubon de l’Illinois (la quatrième société nationale intégrée depuis à la Société nationale Audubon) et en devient le premier président. Il se consacre surtout à l’histoire de l’ornithologie et se consacre tout particulièrement à la vie de John James Audubon (1785-1851). Il rassemble les biographies des principaux ornithologues américains.
L’un de ses frères est le botaniste Walter Deane (1848-1930).

## Source
- Wilfred Hudson Osgood (1935). In Memoriam : Ruthven Deane, 1851-1934, The Auk, 52 (1) : 147-158.  (ISSN 0004-8038)